# Maison, 16 rue Maréchal-Foch (Bourg-en-Bresse)
La maison du 16 rue Maréchal-Foch est une maison située à Bourg-en-Bresse, dans le département de l'Ain, au 16 de la rue du Maréchal-Foch.

## Présentation
La façade et la toiture sur rue et sur cour font l'objet d'une inscription au titre des Monuments historiques depuis le 10 septembre 1947. 